# Frenkhausen (Drolshagen)
Frenkhausen ist ein Ort im südlichen Sauerland. Er bildet eine Ortschaft und zusammen mit  Frenkhauserhöh und Alperscheid den gleichnamigen Ortsvorsteherbezirk 12 der Stadt Drolshagen im nordrhein-westfälischen Kreis Olpe. Die Ortschaft Frenkhausen hat 462 Einwohner, Frenkhauserhöh 18 und Alperscheid 25 (Stand 31. Dezember 2022).

## Lage und Verkehr
Frenkhausen liegt jeweils in etwa drei Kilometern Entfernung zwischen Drolshagen und Olpe, nahe dem Südausläufer des Biggesees und der Listertalsperre. Das Dorf liegt unmittelbar an der Anschlussstelle Olpe der Bundesautobahn 45 und der Bundesstraße 54/55. Der ortsnähere Verkehr läuft über die Kreisstraße 16 durch die Ortsmitte. Der nächste Bahnhof ist in Olpe an der Biggetalbahn gelegen.

## Vereinsleben
Im Ort gibt es einige Vereine, darunter einen Musik- und einen Sportverein sowie den „Fahnengestellungsverein“, der zum alljährlichen Schützenfest das Dorf an vielfältigen Stellen beflaggt. Seitdem die Schulgemeinde Öhringhausen aufgelöst worden ist, gibt es in der nächsten Umgebung keine Schule mehr; seit 1980 wird in der Ortschaft Frenkhausen ein Kindergarten unter der Trägerschaft des örtlichen Elternvereins betrieben.

## Franziskusgemeinde
Zentrum des Dorflebens ist das vom Kapellenverein betreute kleine Gotteshaus unter dem Patrozinium von Franziskus-Xaverius. Der Bau des aktuellen Gebäudes wurde 1968 beschlossen und bis 1972 als Oktogon fertiggestellt; seither zelebrieren jeden Sonntag Padres des Pallottihauses Olpe die Heilige Messe. An selber Stelle gab es zwei Vorgängerbauten aus den Jahren 1896 und 1769. Der kleine Platz vor dem Gotteshaus wurde 2017 neugestaltet, unter anderem mit einem beleuchteten Brunnen versehen, der den sozialen Mittelpunkt des Dorfes markiert.

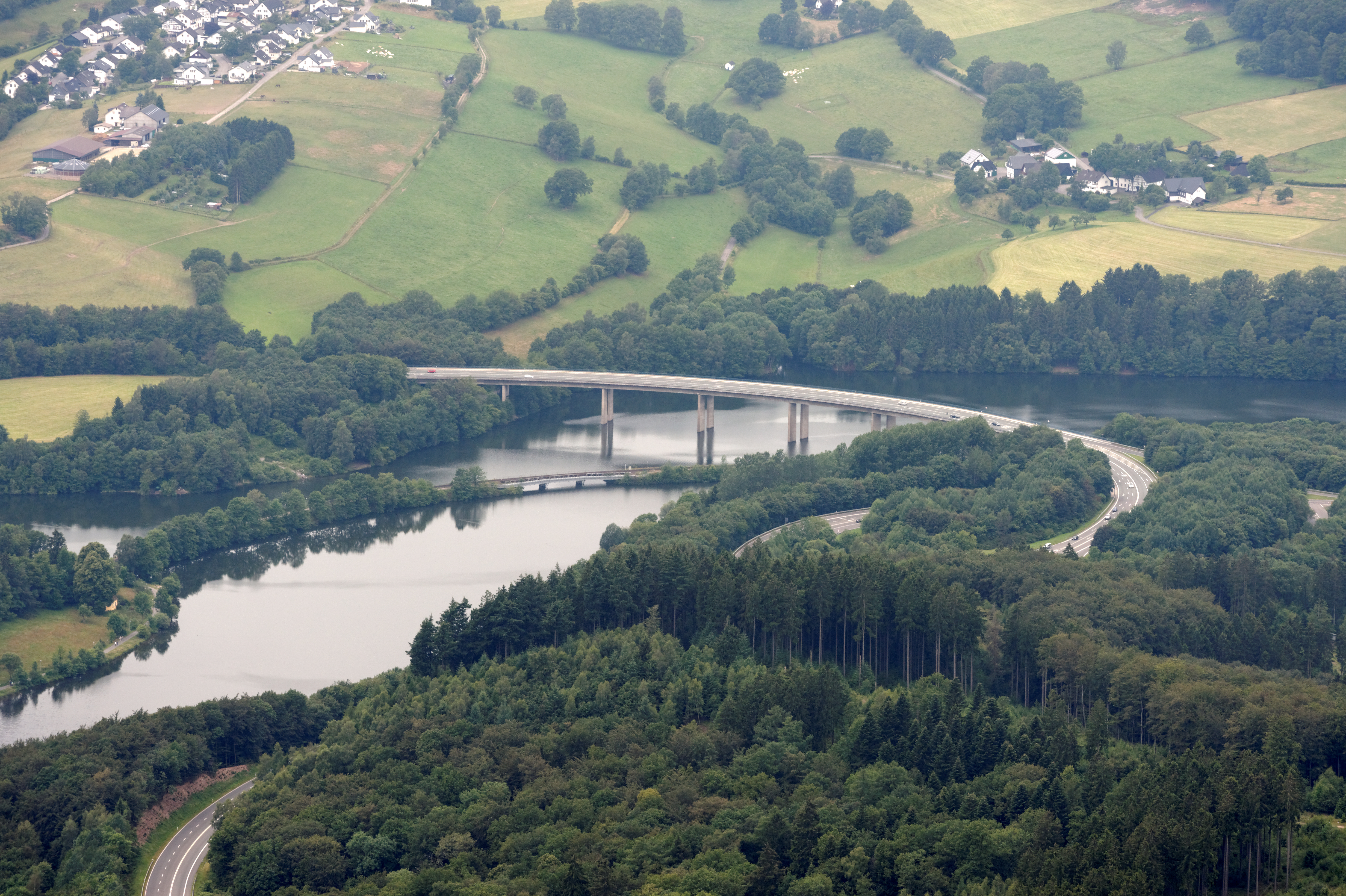
Bigge-Vorsperre mit Frenkhausen und Alperscheid im Hintergrund

## Tourismus
Die Landschaft ist stark von bäuerlichen Betrieben und den Hügeln des südwestlichen Sauerlandes im Landschaftsschutzgebiet Biggesee / Listersee und dem Naturschutzgebiet Alsmicketal geprägt, das vor allem für Wanderer und Wintersportler touristisch erschlossen ist; in begrenztem Umfang werden außerdem Bade- und Wassersportmöglichkeiten angeboten. Zur Beherbergung und Verköstigung gibt es vor Ort einen Gasthof mit 22 Betten und angeschlossenem Restaurant.